# S.D.C.
 (juin 2013).
Si vous disposez d'ouvrages ou d'articles de référence ou si vous connaissez des sites web de qualité traitant du thème abordé ici, merci de compléter l'article en donnant les références utiles à sa vérifiabilité et en les liant à la section « Notes et références ».
Pour les articles homonymes, voir SDC.
S.D.C. est une ancienne entreprise italienne spécialisée dans la construction de montagnes russes.

## Histoire
L'entreprise est fondée par Walter Spaggiari, Mack D. Duce et Giancarlo Casoli. Son siège se situe à Reggio d'Émilie dans la région d'Émilie-Romagne. Les initiales des noms de famille des fondateurs forment le nom de la compagnie.
Le principal modèle d'attraction de l'entreprise est le Galaxi.
S.D.C., au bord de la faillite, disparaît vers 1993. Les différents droits sont dispersés entre le constructeur d'auto-tamponneuses C&S, S&MC, et Zamperla.

## Galerie

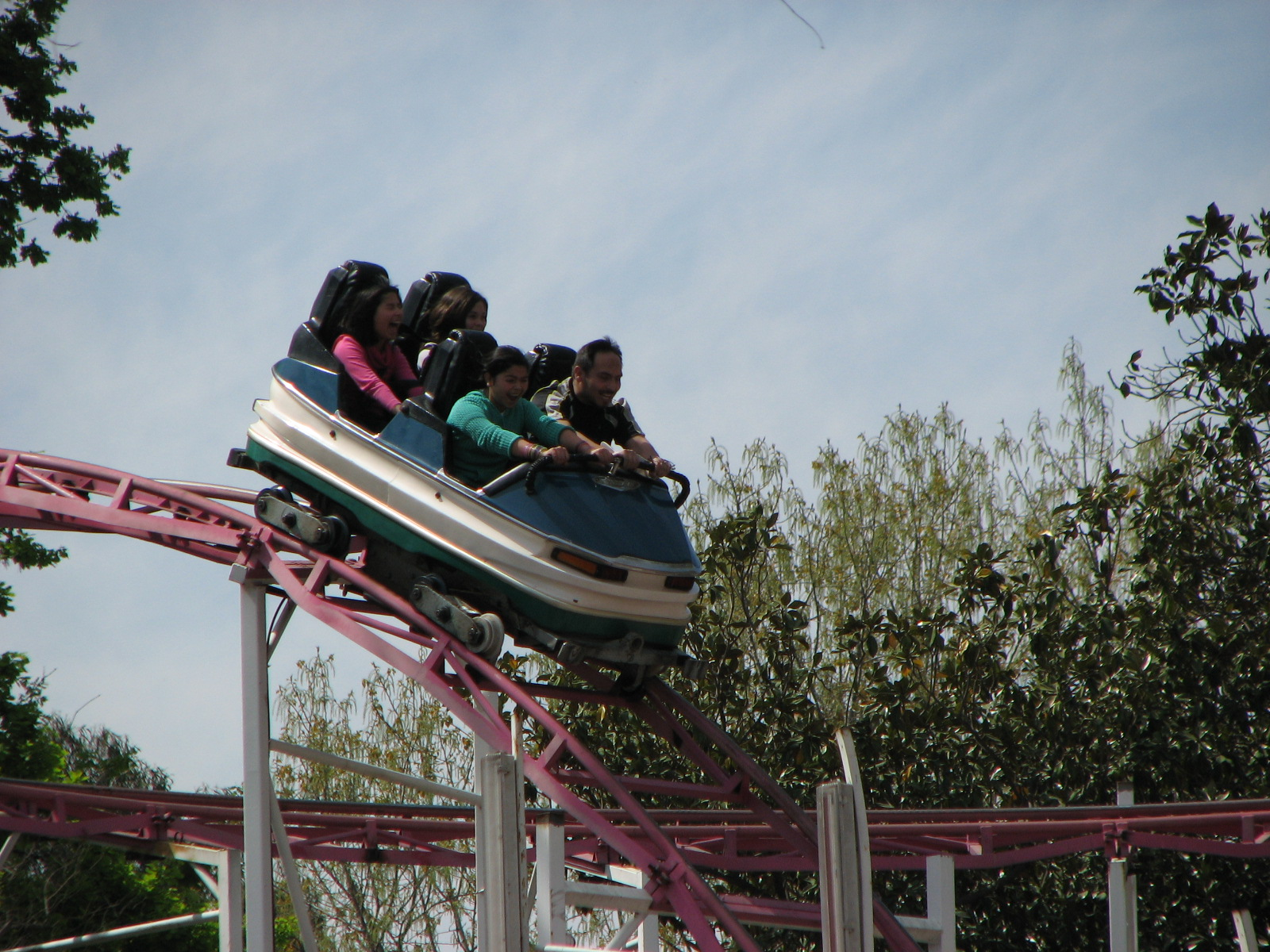
Galaxi à Fantasilandia
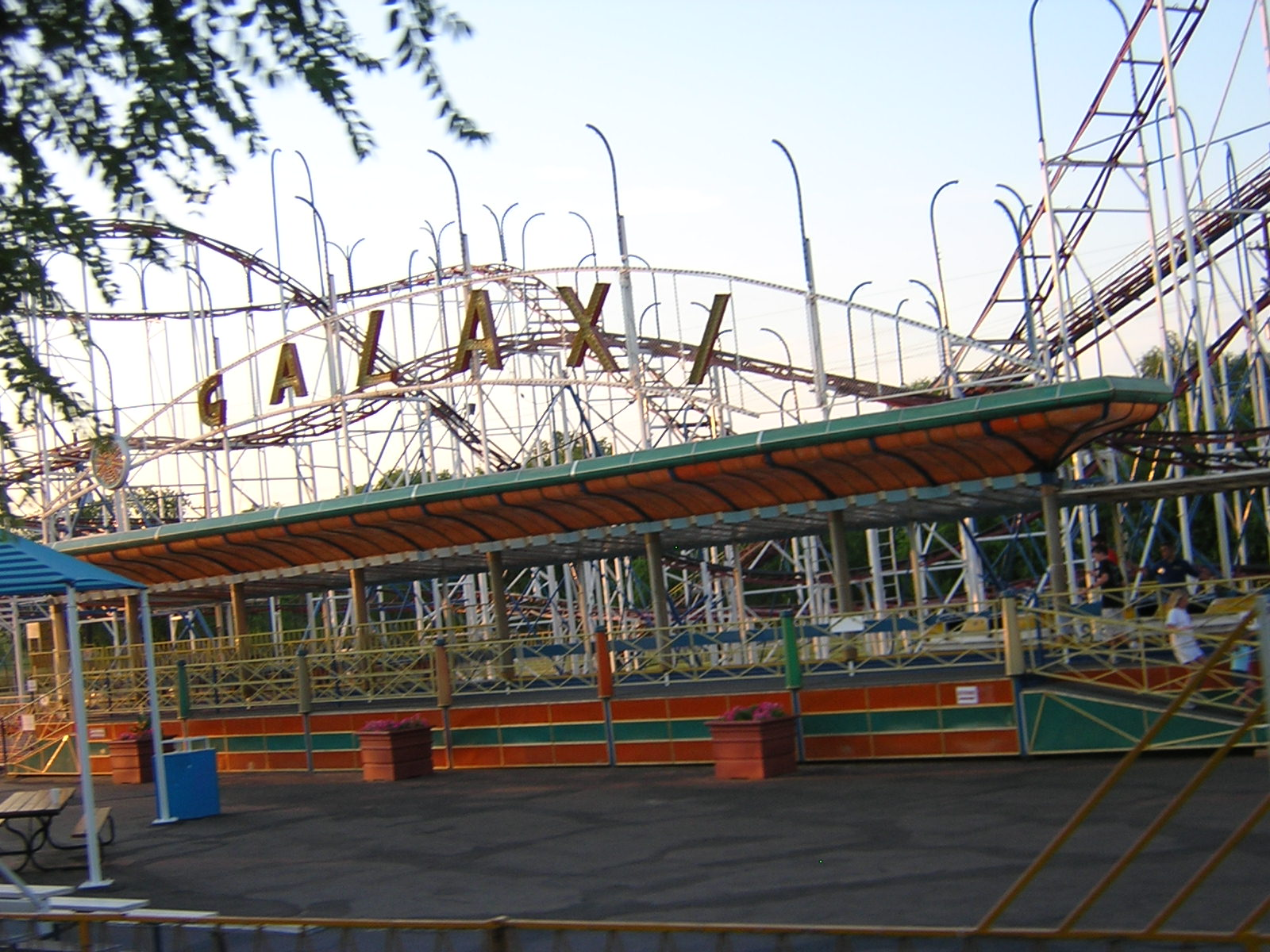
Galaxi à Joyland amusement Park
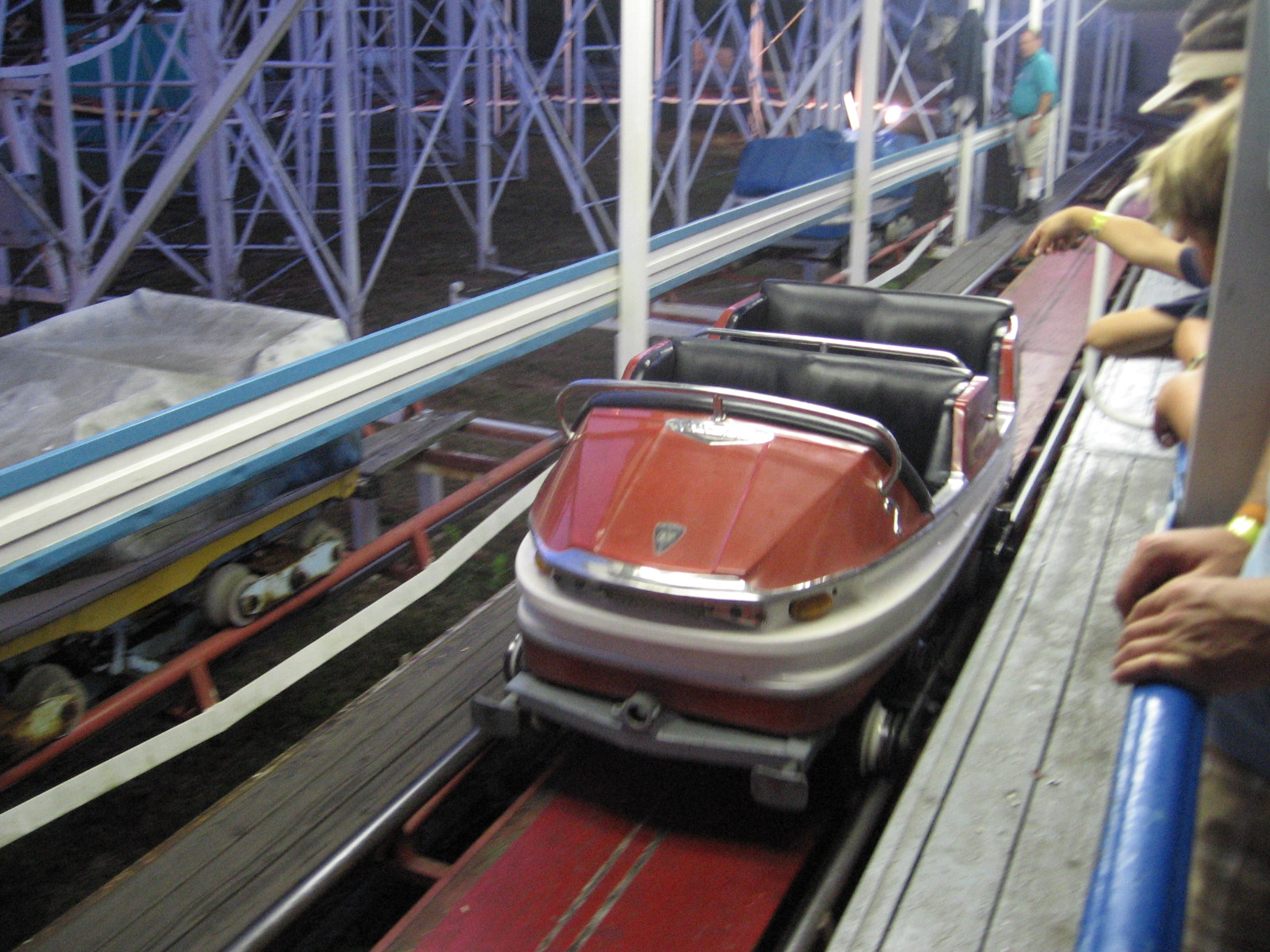
Galaxi à Funtown Splashtown USA
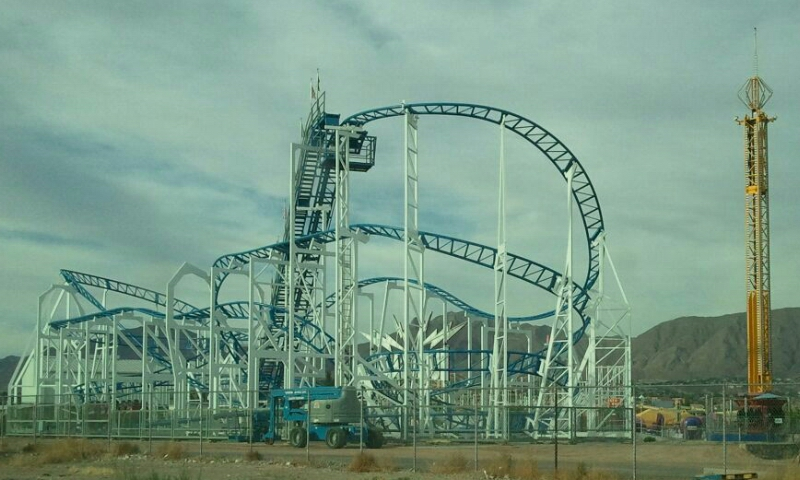
Hurricane à Western Playland